# George Axelrod
George Axelrod (9. června 1922 New York, USA – 21. června 2003 Los Angeles, Kalifornie, USA) byl americký spisovatel, scenárista, producent, režisér a herec židovského původu.

## Filmografie

### Scénáře
- 1956 – Bus Stop
- 1958 – Rally 'Round the Flag, Boys!
- 1961 – Breakfast at Tiffany's
- 1962 – The Manchurian Candidate
- 1964 – Paris - When It Sizzles
- 1965 – How to Murder Your Wife
- 1966 – Lord Love a Duck
- 1968 – The Secret Life of an American Wife
- 1969 – Meine Frau erfährt kein Wort (TV)
- 1979 – The Lady Vanishes
- 1985 – The Holcroft Covenant
- 1987 – The Fourth Protocol

### Produkce
- 1962 – The Manchurian Candidate
- 1964 – Paris - When It Sizzles
- 1965 – How to Murder Your Wife
- 1966 – Lord Love a Duck

### Režie
- 1966 – Lord Love a Duck
- 1968 – The Secret Life of an American Wife

### Role
- 2000 – The Next Best Thing , Bel Air Man

### Role na divadle
- 1952 – The seven year itch, Fulton Theatre, New York
- 1953 – Demeure chaste et pure, Jacques Deval, Théâtre Edouard VII
- 1955 – Will Success Spoil Rock Hunter?, Belasco Theatre, New York
- 1959 – Goodbye Charlie, Lyceum, New York
- 1964 – Au revoir Charlie, Jacques Deval, Théâtre des Ambassadeurs
- 2009 – Goodbye Charlie, Didier Caron, Théâtre de la Michodière